# 艾哈迈德·拉吉·海德尔
艾哈迈德·拉吉·海德尔（—2013年2月15日）是孟加拉國的一位建築師，同時也是主張無神論的部落客，活躍於Somewhere in... blog、Amarblog.com與Nagorikblog.com等網站，以筆名塔巴·巴巴（Thaba Baba）發表文章，質疑伊斯蘭教的歷史正當性，基本教義派人士將其言論視為對宗教的褻瀆。
海德爾的部落格為引爆2013年沙赫巴格示威的導火線之一，示威民眾訴求孟加拉國解放戰爭中大規模屠殺平民的武裝分子接受審判，被認為是針對伊斯蘭極端主義者，後者則組織孟加拉保卫伊斯兰联盟加以反擊。2013年2月15日晚間，海德尔在離開達卡的住處後被極端組織孟加拉真主卫队成員刺數刀致死，為沙赫巴格示威中的第一位遇害者，隔日他的棺材被覆上孟加拉國國旗並抬到沙赫巴格的街道，有超過十萬人上街參與抗議。2015年12月30日，兩名孟加拉真主卫队的成員被控謀殺罪而判處死刑（但其中一人已潛逃），另有一名成員被判無期徒刑，六人被判5至10年不等的有期徒刑。

## 外部鏈接
- 艾哈邁德·拉吉·海達爾以筆名塔巴·巴巴發表的博客 （页面存档备份，存于）